# Sophie McDonnell
Sophie McDonnell (* 3. Februar 1976 in Preston, Lancashire, England) ist eine britische Schauspielerin, Fernseh- und Radiomoderatorin, Sängerin und Model. Sie war von 1998 bis 2000 Mitglied der britischen Pop-Girlgroup Precious. 

## Leben

### Precious
Sophie McDonnell startete 1998 ihre Musikkarriere in der britischen Girlgroup Precious, die 1999 mit dem Song Say It Again am britischen Vorentscheid zum Eurovision Song Contest in Jerusalem teilnahmen und diesen gewannen. Obwohl Say It Again in den britischen Charts ein Top-Ten-Hit wurde, floppte er beim Eurovision Song Contest, und so erreichten Precious mit 38 Punkten nur den zwölften Platz. Weitere Veröffentlichungen von Precious erzielten nur bescheidene Erfolge, was schließlich ausschlaggebend für die Auflösung der Band im Jahre 2000 war. 

### Schauspielerische Karriere
Als Schauspielerin hatte sie unter anderem eine Rolle in der britischen Dramedy Cold Feet sowie in der ebenfalls britischen Sitcom Genie in the House.

## Filmografie (Auswahl)
- 1998: Cold Feet (Fernsehserie, 1 Episode)
- 1999: My Wonderful Life (Fernsehserie, 2 Episoden)
- 2006: Genie in the House (Fernsehserie, 1 Episode)